# Rufius Gennadius Probus Orestes

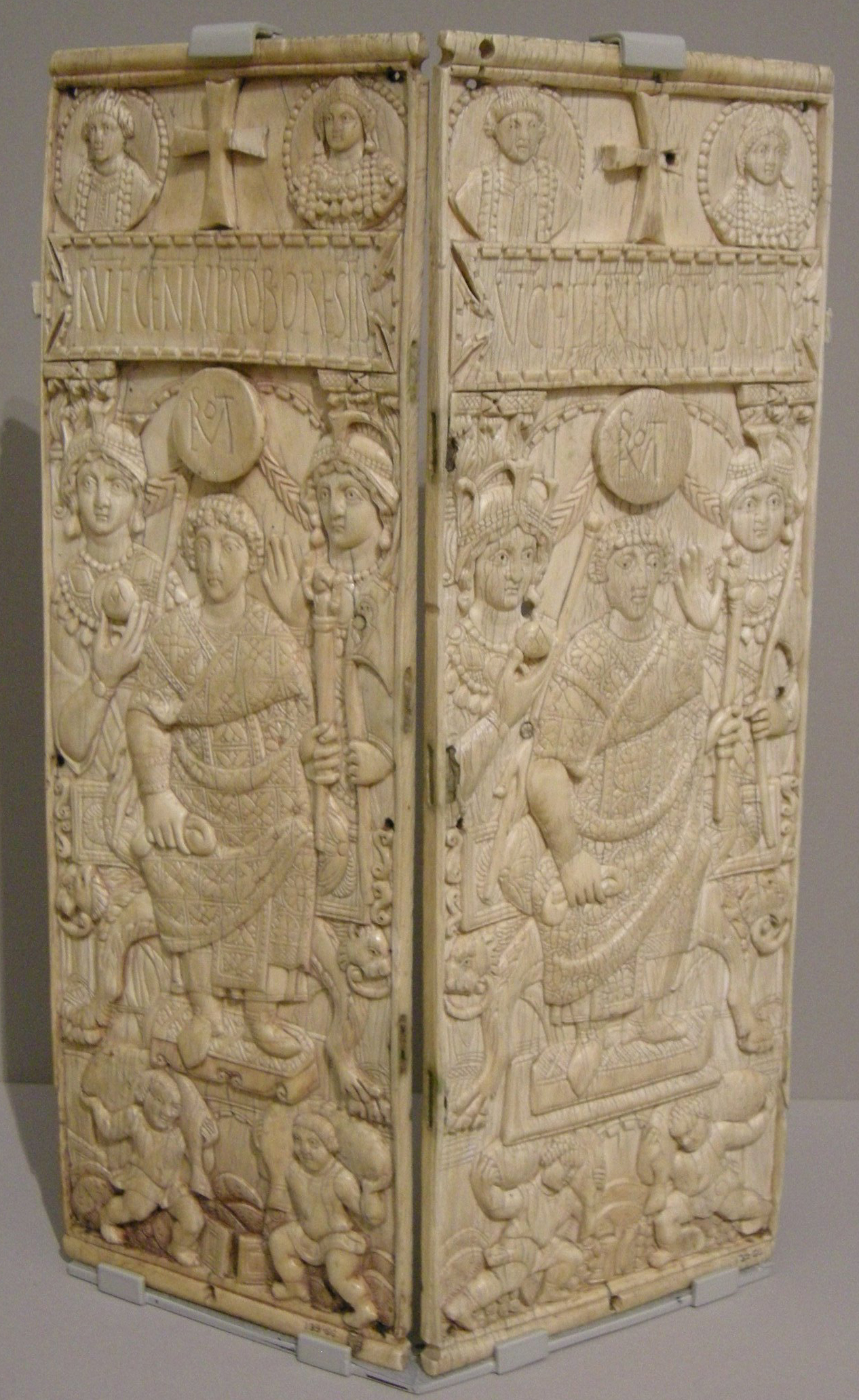
Diptyque consulaire d'Orestes, Victoria and Albert Museum

Rufius Gennadius Probus Orestes (fl. 530-533) était un homme politique de l'Empire romain.

## Biographie
Probus Orestes était probablement un fils du consul de 502, qui s'appelait Rufius Magnus Faustus Avienus. Il était consul en 530 et resta dans l'office pour 531, 532 et 533 dans l'Empire romain d'Occident. Il s'enfuit vers l'antique basilique Saint-Pierre avec d'autres Patricii  le 17 décembre 546, au moment où le roi ostrogoth Totila conquérait Rome. Orestes a ensuite été emmené par Totila dans le sud de l'Italie avec d'autres sénateurs. Lors de la conquête d'Acherontis à la frontière entre la Lucanie et la Calabre, il rencontra le général byzantin Johannes à l'été 547 et fut envoyé en Sicile avec les sénateurs qui s'y trouvaient.
Orestes était encore prisonnier des Ostrogoths lorsque Narsès conquit Rome en 552 ; les sénateurs s'apprêtaient à rentrer à Rome, mais, furieux de la mort de Totila, les Goths qui les gardaient les tuèrent tous.
- (de) Johannes Sundwall, Abhandlungen zur Geschichte des ausgehenden Römertums (= Öfversigt af Finska Vetenskaps-Societetens förhandlingar. B: Humanistiska vetenskaper. Bd. 60, Nr. 2, 1917/18). Finska Vetenskaps-Societeten, Helsingfors 1919, p. 144.
- (en) John Robert Martindale : Rufius Gennadius Probus Oreste. In : La Prosopographie du Bas-Empire romain (PLRE). Volume 3A, Cambridge University Press, Cambridge 1992,  (ISBN 0-521-20160-8) , p. 956.